# Eurodachtha siculella
Eurodachtha siculella is een vlinder uit de familie Lecithoceridae. De wetenschappelijke naam is voor het eerst geldig gepubliceerd in 1889 door Wocke.
De soort komt voor in Europa.